# M30 (Schiff)
M30 war ein Monitor der M29-Klasse der britischen Royal Navy im Ersten Weltkrieg.
Die Verfügbarkeit von zehn 15,2-cm-Mk-XII-Geschützen, die für die Schlachtschiffe der Queen-Elizabeth-Klasse vorgesehen waren, veranlasste die Admiralität im Jahre 1915 zur Beschaffung von fünf Monitoren einer verkleinerten M15-Klasse. Diese war für die Aufnahme von 23,4-cm-Geschützen ausgelegt. Die M30 und ihre Schwesterschiffe wurden im März 1915 bei Harland & Wolff in Belfast bestellt. Die M30 wurde noch im März auf Kiel gelegt, am 23. Juni 1915 vom Stapel gelassen und im Juli desselben Jahres in Dienst gestellt.
Nach der Indienststellung wurde die M30 ins Mittelmeer entsandt. Dort kam sie bei der Durchsetzung der alliierten Blockade im Golf von Smyrna unter Beschuss durch türkische Küstenbatterien und sank am 14. Mai 1916.